# Gmina Sveti Đurđ
Gmina Sveti Đurđ (chorw. Općina Sveti Đurđ) – gmina w Chorwacji, w żupanii varażdińskiej. W 2011 roku liczyła  3804 mieszkańców.